# 阿尔弗雷多·奥尔图诺·维多利
阿尔弗雷多·奥尔图诺·维多利（？—），哥斯達黎加商人、外交官，現任哥斯達黎加駐華大使。

## 生平
阿尔弗雷多·奥尔图诺爲哥倫比亞大學公共管理碩士。
阿尔弗雷多·奥尔图诺是一位商人和外交官。
2023年8月，阿尔弗雷多·奥尔图诺被任命爲哥斯達黎加駐中華人民共和國大使。10月17日，抵達中國，並於10月25日遞交國書副本。2024年1月30日，向國家主席習近平遞交國書。